# Conioselinum chinense
Conioselinum chinense là một loài thực vật có hoa trong họ Hoa tán. Loài này được (L.) Britton, Sterns & Poggenb. mô tả khoa học đầu tiên năm 1888.